# Chraštičky
Chraštičky jsou vesnice, část obce Chraštice v okrese Příbram ve Středočeském kraji. Nachází se asi jeden kilometr jihovýchodně od Chraštic. Vesnicí prochází silnice I/4. Je zde evidováno 58 adres. V roce 2011 zde trvale žilo 61 obyvatel.
Chraštičky leží v katastrálním území Chraštice o výměře 6,65 km².

## Historie
První písemná zmínka o vesnici pochází z roku 1416.

## Obyvatelstvo
| Rok            | 1869 | 1880 | 1890 | 1900 | 1910 | 1921 | 1930 | 1950 | 1961 | 1970 | 1980 | 1991 | 2001 | 2011 | 2021 |
| -------------- | ---- | ---- | ---- | ---- | ---- | ---- | ---- | ---- | ---- | ---- | ---- | ---- | ---- | ---- | ---- |
| Počet obyvatel | 304  | 302  | 287  | 287  | 259  | 273  | 266  | 205  | 183  | 129  | 104  | 74   | 61   | 61   | 69   |
| Počet domů     | 40   | 44   | 45   | 46   | 49   | 49   | 52   | 56   | 56   | 50   | 44   | 55   | 56   | 54   | 56   |